# آنته شاوان
آنت شاوان (انگلیسی: Annette Schavan؛ زاده ۱۰ ژوئن ۱۹۵۵) یک سیاست‌مدار اهل آلمان است.